# Lliga líbia de futbol
La Lliga líbia de futbol (àrab: الدوري الليبي الممتاز) és la màxima competició futbolística de Líbia, organitzat per la Federació Líbia de Futbol (àrab: لجنة تنظيم المسابقات بالإتحاد الليبي لكرة القدم).

## Equips participants
Alguns dels equips participants al campionat són els següents:
| Equip                   | Ciutat   | Estadi                          | Capacitat |
| ----------------------- | -------- | ------------------------------- | --------- |
| Al-Ahly SC Bengasi      | Bengasi  | Estadi Màrtirs de Febrer        | 10.550    |
| Al-Hilal SC Bengasi     | Bengasi  | Estadi Màrtirs de Febrer        | 10.550    |
| Al-Nasr SC Bengasi      | Bengasi  | Estadi Màrtirs de Febrer        | 10.550    |
| Al-Tahaddy SC Bengasi   | Bengasi  | Estadi 28 de Març               | 55.000    |
| Al-Akhdar SC Al Bayda   | Beida    | Estadi Sheikh Chadae            | 10.000    |
| Al-Ahly SC Trípoli      | Trípoli  | Estadi Internacional de Trípoli | 65.000    |
| Al-Ittihad Club Trípoli | Trípoli  | Estadi Internacional de Trípoli | 65.000    |
| Al-Madina SC Trípoli    | Trípoli  | Estadi Internacional de Trípoli | 65.000    |
| Al-Olomby SC Ez Zauia   | Ez Zauia | Estadi Olímpic                  | 8.000     |

## Historial
Font:
- 1963-64:  Al Ahly Trípoli (1)
- 1964-65:  Al Ittihad (1)
- 1965-66:  Al Ittihad (2)
- 1966-68:  Al Tahaddy (1)[a]
- 1968-69:  Al Ittihad (3)
- 1969-70:  Al Ahly Bengasi (1)
- 1970-71:  Al Ahly Trípoli (2)
- 1971-72:  Al Ahly Bengasi (2)
- 1972-73:  Al Ahly Trípoli (3)
- 1973-74:  Al Ahly Trípoli (4)
- 1974-75:  Al Ahly Bengasi (3)
- 1975-76:  Al Madina (1)
- 1976-77:  Al Tahaddy (2)
- 1977-78:  Al Ahly Trípoli (5)
- 1978-79: Campionat no finalitzat
- 1979-80: No es disputà
- 1980-81: No es disputà
- 1981-82: No es disputà
- 1982-83:  Al Madina (2)
- 1983-84:  Al Ahly Trípoli (6)
- 1984-85:  Al Dhahra (1)
- 1985-86:  Al Ittihad (4)
- 1986-87:  Al Nasr (1)
- 1987-88:  Al Ittihad (5)
- 1988-89:  Al Ittihad (6)
- 1989-90:  Al Ittihad (7)
- 1990-91:  Al Ittihad (8)
- 1991-92:  Al Ahly Bengasi (4)
- 1992-93:  Al Ahly Trípoli (7)
- 1993-94:  Al Ahly Trípoli (8)
- 1994-95:  Al Ahly Trípoli (9)
- 1995-96:  Al Shat Tripoli (1)
- 1996-97:  Al Tahaddy (3)
- 1997-98:  Al Mahalah (1)
- 1998-99:  Al Mahalah (2)
- 1999-00:  Al Ahly Trípoli (10)
- 2000-01:  Al Madina (3)
- 2001-02:  Al Ittihad (9)
- 2002-03:  Al Ittihad (10)
- 2003-04:  Al Olympic (1)
- 2004-05:  Al Ittihad (11)
- 2005-06:  Al Ittihad (12)
- 2006-07:  Al Ittihad (13)
- 2007-08:  Al Ittihad (14)
- 2008-09:  Al Ittihad (15)
- 2009-10:  Al Ittihad (16)
- 2010-11: No finalitzat per la guerra civil[3]
- 2011-12: No es disputà
- 2012-13: No es disputà
- 2013-14:  Al Ahly Trípoli (11)
- 2014-15: No es disputà
- 2015-16:  Al Ahly Trípoli (12)
- 2016-17: No es disputà
- 2017-18:  Al Nasr (2)
- 2018-19: No finalitzat
- 2019-20: No es disputà
- 2020-21:  Al Ittihad (17)
- 2021-22:  Al Ittihad (18)
- 2022-23:  Al Ahly Trípoli (13)